# Paraclytus sexguttatus
Paraclytus sexguttatus là một loài bọ cánh cứng trong họ Cerambycidae.